# Geogarypus azerbaidzhanicus
Geogarypus azerbaidzhanicus es una especie de arácnido del orden Pseudoscorpionida de la familia Geogarypidae.

## Distribución geográfica
Se encuentra en Azerbaiyán.